# Andrew Aitken (calciatore 1877)
Andrew Aitken, detto Andy (Ayr, 27 aprile 1877 – Newcastle upon Tyne, 15 febbraio 1955), è stato un calciatore e allenatore di calcio scozzese, di ruolo centrocampista.

## Carriera

### Club
Inizia la propria carriera da calciatore nell'Ayr Parkhouse, squadra della sua città natale, approdando nel calcio professionistico poco dopo accasandosi al Newcastle Utd. Aitken risultò uno dei volti fondamentali della promozione dei Magpies in massima divisione, divenendo ben presto una presenza fissa nell'undici titolare. Gli fu particolarmente proficua l'annata 1904-1905, conclusasi con la vittoria del titolo di First Division da parte della propria squadra.
Lascia definitivamente il Newcastle nel novembre 1906, quando decide di firmare un contratto per il Middlesbrough con il ruolo di giocatore-allenatore. Dopo due annate e 76 presenze complessive, decide di non rinnovare con il club, svincolandosi. Nel 1909 firma con il Leicester City, anche questa volta come giocatore-allenatore. Conclude la propria carriera calcistica nel gennaio 1913 dopo due parentesi a Dundee e Kilmarnock per via di un grave infortunio all'inguine.

### Nazionale
Con la Nazionale scozzese ha messo assieme, dal 1901 al 1911, un totale di 14 presenze.